# 山王堂の戦い
山王堂の戦い（さんのうどうのたたかい）は、戦国時代の永禄7年4月28日（1564年6月7日）に常陸真壁郡明野町山王堂（現在の茨城県筑西市山王堂）で行われた野戦。

## 概要
越後の上杉謙信が常陸の小田氏治を破った戦い。当時関東で関東管領の上杉謙信と相模の北条氏康の二大勢力が激しく敵対しており、氏治は当初上杉方であったが北条方へ離反。上杉軍の常陸侵攻を招き、氏治は居城・小田城を出て野戦に及んだが、激戦の末敗退。小田城は陥落して氏治は謙信に降伏し、北条氏の勢力圏は常陸から消失した。この戦いにおける謙信の並外れた速さは、「神速」と表現されている。

## 合戦までの経過

### 常陸国の情勢
常陸では小田城の小田氏治と太田城の佐竹義昭が対立していた。当初は両者とも上杉方であったが、氏治は北条氏康の誘いに乗り北条方に通じた。さらに義昭と敵対する下野の那須資胤および下総の結城晴朝と相応援することを約した。これにより一時的に関東北東部は、上杉方の佐竹義昭・宇都宮広綱・多賀谷政経と、北条方の小田氏治・結城晴朝・那須資胤という対立関係となった。
永禄6年（1563年）2月、佐竹義昭が上杉謙信の関東出陣に参加すべく常陸を留守にした隙を突いて、氏治は三村の戦いにおいて義昭の縁戚で佐竹方の府中城主大掾貞国を破った。貞国が敗れると、義昭は大掾氏の家督に実弟昌幹（後の小野崎義昌）を送り込み、常陸中部における佐竹氏の勢力を固めた。小田氏と佐竹氏の対立はいよいよ激しくなり、義昭は宇都宮広綱・多賀谷政経・真壁氏幹らと連署して、上杉謙信の出馬を要請した。

### 上杉謙信の出馬
永禄7年（1564年）4月、上野国平井にいた謙信は義昭らの要請に応え、ただちに陣触れして出陣。長尾一党・新発田重家（揚北衆）・柿崎景家・山本寺定長・色部勝長（揚北衆）・中条藤資（揚北衆）・竹俣清綱（揚北衆）・北条高広・河田長親らを前後に従え、夜に日をついで一気に押し進んだ。宇都宮氏家原を経て、27日（6月6日）夜には常陸国山王堂に着陣。あまりの速さに関東諸大名の援軍は間に合わず、兵力は8000余騎であった。援軍要請した真壁氏幹が、使者の持ち帰った謙信の返書を披見している時に、謙信の先手は早くも宇都宮の氏家原に進軍したという注進に仰天したという。
山王堂はなだらかな丘陵地で、すそには差し渡し四町ばかり深泥の所があり、その向こうに三十町四方ほどの芦原がある。戦略地形としては申し分ない所であり、謙信はここに本陣の旗をたて、諸軍を配置した。地元の者を呼んでこの辺りに名の知れた武士はいないかと聞くと、その者は海老ヶ島の平塚入道自省と小田四天王の菅谷・飯塚・赤松・手塚の名を挙げ、夜討ちの可能性があるから御用心あれと告げたが、謙信は意に介しなかった。

## 野戦・山王堂
小田氏治は謙信率いる上杉勢が押し寄せたと聞いて、菅谷政貞を先鋒として3000余騎を率いて小田城を出発。大島、酒寄を駆け抜け、茨城郡稲野村西念寺前諸塚あたりから筑輪川（筑波川）を渡った。山王堂近くの三十町四方の芦原に着陣したのは28日の明け方で、川を背にして推尾村（押飛村）の南に旗を立て、先手を山王堂に向け、深田を前にして陣をとった。
28日（7日）辰の刻（8時）、上杉軍は丘上から静々と降りてきたが、突如疾風の如く、鬨の声をあげて深田を真一文字に突き進んできた。小田方の菅谷政貞、信太治房、平塚弥四郎、赤松凝淵斉らは敵を寄せつけじと、弓・鉄砲・槍・薙刀で応戦。多くの死者が出たが、上杉勢は怯まず、討たれた味方の人馬を足代にして泥田を踏み越え、叫びながら切り込んできた。さすがの小田勢も、この猛攻に耐え切れず十町ばかり退いて陣容を立て直そうとするも、上杉勢が追撃にかかったので、両軍入り乱れて鎬を削り、鍔を割り、黒煙を蹴立てて戦った。
この時の戦闘の激しさを、真壁氏幹の郎従・稲川石見守という18歳の若武者が目撃している。「武者ぼこりの一面に立つ中に、打ち合わせる太刀の光が電光のように煌めくだけであって、戦い終わってからも戦場に黒い霧が立ち込めたように、おぼろおぼろに見えた」と後に語っている。小田方の先鋒・菅谷政貞は大いに戦功を上げたが、嫡子・彦次郎政頼は弓弦絶え、矢種尽きて苦戦しているので、左右の者はひとまず退くことを勧めたが、命を捨てて忠節を尽くすのはこの時ぞと叫び、群がる敵中に切り込んで討ち死にした。
申の刻（16時）まで激戦は続き、小田勢は地の利を生かして奮戦したものの敗色は濃くなる一方であった。氏治は朝方渡った筑輪川に馬を乗り入れ引き返そうとしたが、あまりに馬が疲れているので馬首を川上に引き向けて水を飲ませているところへ、上杉勢が6,7騎追いかけて来て矢を放った。札よき鎧なので裏まで貫通せず、氏治は川岸を駆け上り敗れた兵をまとめて小田城に帰還し防御に手筈をして上杉勢の攻撃に備えた。

## 小田城の戦い
謙信に出兵を要請した佐竹義昭・真壁氏幹は山王堂の戦いが終わった頃にようやく到着し、敗走する小田勢を追撃して小田城に殺到した。氏治は篭城したが、小田城は平城で防御がさほど強固でなく、大軍に包囲され攻め立てられては持ち堪え切れなかった。北条の後詰もなく、氏治は夜ひそかに数十騎とともに藤沢城へ逃れた。氏治に代わって戦い指揮を執った老臣・信太治房は最後まで城内で戦い自害。小田城は落城した。

## 参戦武将

### 上杉方
上杉軍
- 上杉謙信
- 柿崎景家
- 色部勝長（揚北衆）
- 北条高広
- 中条藤資（揚北衆）
- 山本寺定長
- 新発田重家（揚北衆）
- 竹俣慶綱（揚北衆）
- 河田長親

佐竹軍（小田城の戦いのみ）
- 佐竹義重
- 大掾昌幹

宇都宮軍（小田城の戦いのみ）
- 宇都宮広綱

### 小田方
小田軍
- 小田氏治
- 菅谷政貞
- 信太治房×
- 平塚弥四郎
- 赤松凝淵斉
- 菅谷政頼×
- 大和田信濃守政胤

×は戦死

## 合戦後の情勢と影響
戦いに勝った謙信は小田城を佐竹義昭（多賀谷政経・真壁氏幹）に渡し、翌日の末明けに早くも陣払いして上野平井へ戻り、その後越後へ帰国した。一方「常陸国志」では小田城を佐竹義昭に預けたとしている。翌・永禄8年（1565年）、藤沢城へ結集した小田勢は小田城を急襲、敵方の城兵を駆逐して小田城を回復した。

## 上杉謙信の卓越した指揮統率力
山王堂の戦いは謙信が小田領に領土的野心があってのことではなく、佐竹らの要請によって北条氏の一翼である小田氏に一撃を加えたものであった。その用兵の果敢さ、進退の速さは突出していた。上杉方の関東諸将は大半が山王堂の戦いに間に合わず、戦いが終わってようやく駆けつけて謙信に賀辞を述べるありさまであった。また小田方の兵が3000余りしか集まらなかったのは、謙信の常陸への進軍が素早く合戦が甚だ急だったので、小田家旗本など全兵力が集まらず、北条氏の後詰めも間に合わなかったからだと信太治房は述べている。

## 小田氏治の人望
敗れた小田氏治は本城を失い、多くの将兵が討ち死にする等その損害は多大であったものの、一年足らずで小田城を奪還する驚異的な回復力を示した。これは小田氏を守る譜代の家臣団の団結がいかに強固であったかを物語ると同時に、氏治の戦国大名としての力量の高さを示すものであった。